# Robert Shaye
Robert Kenneth Shaye, född 4 mars 1939 i Detroit i Michigan, är en amerikansk affärsman, film- och TV-producent, skådespelare, filmregissör, och manusförfattare, samt grundare av filmbolaget New Line Cinema. Han har under detta bolag producerat och distribuerat filmer som Terror på Elm Street och Teenage Mutant Ninja Turtles, samt filmtrilogin om Sagan om ringen. Han kom dock att lämna hela sin bolagspost år 2008, då New Line Cinema fick en sammanslagning med systerbolaget Warner Bros..
Shaye föddes i Detroit och hans föräldrarn Dorothy och Max Mendle Shaye arbetade som stormarknadsägare respektive konstnär. Modern föddes i Ryssland av rumänska föräldrar, och emigrerade sedan till USA, där familjen valde att bosätta sig i Michigan. Han är äldre bror till skådespelerskan Lin Shaye.

## Filmografi (i urval)

### Filmer
| - 1977 – Stuntmän - 1981 – Polyester - 1982 – Ensam i mörkret - 1982 – Xtro - 1984 – Terror på Elm Street - 1985 – Terror på Elm Street 2 – Freddys hämnd - 1986 – Critters - 1986 – Iskall hämnd - 1987 – Terror på Elm Street 3 – Freddys återkomst - 1987 – Min pojkvän är ett monster - 1987 – The Hidden - 1988 – Hairspray - 1988 – Critters 2 - 1988 – The Prince of Pennsylvania - 1988 – Terror på Elm Street 4 – Freddys mardröm | - 1989 – Terror på Elm Street 5 – The Dream Child - 1990 – Book of Love - 1990 – Mitt svarta jag - 1991 – Terror på Elm Street 6 - 1993 – Laddat vapen 1 - 1993 – Blint vittne - 1994 – Wes Craven's New Nightmare - 2000 – Frequency – Livsfarlig frekvens - 2001 – Sagan om ringen - 2002 – Sagan om de två tornen - 2003 – Freddy vs. Jason - 2003 – Sagan om konungens återkomst - 2004 – Final Call - 2007 – The Last Mimzy - 2007 – Hairspray - 2007 – Guldkompassen - 2010 – A Nightmare on Elm Street - 2013 – The Mortal Instruments: Stad av skuggor |

### TV-serier
- 1988–1990 – Freddy's Nightmares (TV-serie)
- 2011 – Svampbob Fyrkant (TV-serie)
- 2016–2019 – Shadowhunters (TV-serie)